# Pavel Hrach
Pavel Hrach (* 19. prosince 1947 Praha) je český typograf, grafický designér, tvůrce písma a pedagog.

## Život
Studoval v letech 1963–1967 na SPŠ grafické v Praze. Následně pokračoval na VŠUP v Praze mezi roky 1972–1978 v oboru knižní tvorba a písmo v ateliéru Milana Hegara a Františka Muziky. Po studiích (1979–1983) nastoupil jako výtvarný redaktor Lidového nakladatelství v Praze a v letech 1985–1991 vedl výtvarnou redakci Čs. spisovatele. Mezi roky 1992–1999 byl jedním z uměleckých ředitelů studia Typo+.
Žije a pracuje v Praze.

## Dílo
Graficky upravoval knihy (A. S. Puškin: Piková dáma a jiné prózy, M. Bulgakov: Bílá garda aj. Dále se podílel na grafickém a výtvarném řešení velké i malé řady edice Trojka Lidového nakladatelství Praha. V letech 1990–1996 působil také jako pedagog na SPŠ grafické v Praze, kde od roku 2012 opět učí. Byl mnohokrát oceněn v soutěži Nejkrásnější knihy roku. Mimo knižní a užité grafiky se věnuje také známkové tvorbě.

### Výstavy
- 1981, 1997 – Praha, Galerie Fronta
- 1980, 1982 – Brno, Bienále užité grafiky
- 1982 – Plovdiv – Praha, Soudobá písmařská tvorba
- 1983 – New York, Typo & Praha
- 1987 – Liberec, OG, Soudobí ilustrátoři klasické literatury v Lidovém nakladatelství
- 1996 – Fenomén logo, Galerie MF a DC ČR, Brno
- 1997 – Pavel Hrach, Mladá Fronta

### Knihy
- 1981 – Villon François, Dielo, Vydavateľstvo Tatran, Bratislava (Bratislava) (přebal, vazba, typografie)
- 1984 – Márquez Gabriel García, Kronika ohlášené smrti, Odeon, nakladatelství krásné literatury a umění, n.p., Praha (přebal (kresba Boris Jirků), vazba, typografie)
- 1987 – Kanovič Grigorij, Slzy a modlitby bláznů, Lidové nakladatelství, Praha (přebal, vazba (kresby Jiří Šalamoun), typografie)
- 1989 – Bulgakov Michail Afanas’jevič, Psí srdce, Odeon, nakladatelství krásné literatury a umění, n.p., Praha
- 1989 – Ryvola Mirko Miki, Kniha – přítel člověka: Člověk – přítel knihy, Lidové nakladatelství, Praha
- 1990 – Chalupecký Jindřich, Na hranicích umění, Prostor, Praha
- 1992 – Hvížďala Karel, České rozhovory ve světě, Československý spisovatel, Praha
- 1992 – Ryan Cornelius, Nejdelší den, Československý spisovatel, Praha (typografie)
- 1992 – Schmid Jan, Třináct vůní (Hry a texty z Ypsilonky), Československý spisovatel, Praha
- 1993 – Menšík Vladimír, Stromeček mého veselého života, Československý spisovatel, a.s., Praha (vazba, předsádky, typografie)
- 2003 – Kotalík Jiří Tomáš, Vávra David , Obrazy z dějin české architektury, Grada Publishing, a.s., Praha – Holešovice
- 2007 – Jiránek Vladimír, Knížka pro knihomoly, Nakladatelství Paseka s. r. o. v Praze a Litomyšli, Praha
- 2009 – Jiránek Vladimír, Člověk za volantem, Gallery, spol. s r.o. (Jaroslav Kořán), Praha (přebal, typografie)
- 2009 – Putna Martin C., Spiritualita Václava Havla (České a americké kontexty), Knihovna Václava Havla, o.p.s., Praha
- 2010 – Vaněk Rostislav, Hrach Pavel, 1000 České logo 1989–2008, Nakladatelství Pavel Hrach, Praha
- 2015 – Merglová Pánková Lenka, Umělecká keramika historismus secese moderna (Keramická škola v Bechyni 1884 – 1948), Západočeské muzeum, Plzeň (Plzeň–město)

### Známky
- 2008 – Letní olympiáda v Pekingu[3]
- 2008 – Petr Ginz[4]
- 2012 – Jednota českých matematiků a fyziků[5]
- 2014 – Zimní olympiáda v Soči[6]
- 2014 – Zimní paralympiáda v Soči[7]
- 2015 – Česká republika[8]

### Ocenění
- 1977, 1978 – Nejkrásnější knihy roku, Cena MK ČSR
- 1979, 1980, 1982, 1983, 1984, 1985, 1986 Nejkrásnější knihy roku, čestná uznání
- 1981 – Cena pro mladé výtvarníky v soutěži Nejkrásnější kniha roku
- 1988 – Bronzová medaile XV. Bienále Brno
- 1989 – Stříbrná medaile IBA Lipsko
- 1990 – Cena Merkuru. XVI. Bienále Brno
- 1995, 1996, 1997 – Nekrásnější knihy ČR
- 1998 – Zlatá stuha knihkupců
- 1998 – Cena za vynikající design roku DC ČR
- 1999 – 1. místo v soutěži corporate identity Expo 2000 Hannover
- 2002 – Cena nakladatelství Albatros
- 2004 – Fotografická publikace roku